# 사익
사익(私益, Private interest)은 개인적인 이익을 가리키는 말이다. 사회 전체에 도움이 되는 공익에 반대적인 의미로 사용된다.

## 개요
사익은 님비(NIMBY)와 핌피(PIMFY) 등 최근에 이슈화되는 신조어에도 직접적으로 관련이 있다. 즉 님비 현상은: 쓰레기 소각장 등 혐오 시설이나 원자력 발전소 등을 세우는 것은 필요하다고 생각하지만 자신의 집 주변에 세우는것을 적극 반대하는 것이다. 또한 이것과 상대적으로,  핌피(PIMFY)는 지하철역이나 병원, 학교 등 생활 편의 시설은 주민들이 자신의 집주변에 가깝게 설립되도록 하려고 경쟁을 벌이는 현상이다. 위와 같이 공익과 사익의 구분의 명확하지만, 최근의 님비와 핌피 현상과 같이 상호 간에 사회 구성원간에 공공의 이익을 위해서 사익을 희생해야 하는 것을 인정하는, 협조와 이해가 필요한 부분이 논의되고 있다.

## 같이 보기
- 공익
- 사회복지
- 정부